# Кучеви
Кучеви (Canidae) са семейство хищни бозайници, разпространени по цял свят с изключение на Антарктида.

## Външен вид
Семейството обхваща средни по големина хищници. Един от най-малките е фенекът с дължина на тялото 18 – 22 cm, а най-големият представител е вълкът с дължина до 160 cm. Тялото е издължено, главата е с дълга муцуна и изправени уши. Пръстите на предните крайници са 5, а на задните – 4. Единствено при хиеновото куче на предните лапи пръстите са 4. При домашните кучета понякога се явява и пети пръст на задните крака. Ноктите не са така остри, както при семейство Коткови. Космената покривка на тялото е гъста, с подкосъм, опашката е дълга и рунтава. Цветът на космената покривка е изключително разнообразен, особено при домашните кучета.

## Списък на видовете
- семейство Canidae – Кучеви
  - род Canis – Кучета
    - Canis lupus – Вълк, сив вълк
      - Canis lupus familiaris – Домашно куче
      - Canis lupus dingo – Динго
      - Canis lupus hallstromi – Новогвинейско пеещо куче, новогвинейско динго
      - и още 36 подвида на Canis lupus

    - Canis lycaon – Източноканадски червен вълк
    - Canis rufus – Червен вълк, риж вълк
    - Canis latrans – Койот, прериен вълк
    - Canis aureus – Чакал, златист чакал
    - Canis adustus – Ивичест чакал
    - Canis mesomelas – Черногръб чакал
    - Canis simensis – Етиопски вълк, етиопски (червен) чакал

  - род Cuon
    - Cuon alpinus – Азиатско червено куче[1], дхоле, червен вълк

  - род Lycaon
    - Lycaon pictus – Хиеново куче, африканско диво куче

  - род Atelocynus
    - Atelocynus microtis – Късоуха лисица

  - род Cerdocyon
    - Cerdocyon thous – Майконг, лисица ракояд, саванна лисица

  - род Dusicyon †
    - Dusicyon australis – Фолклендски вълк, фолклендска лисица †

  - род Lycalopex (Pseudalopex) – лисици зоро, псевдолисици
    - Lycalopex culpaeus – Кулпео, андска лисица, южноамерикански чакал, магеланово куче, патагонска лисица.
    - Lycalopex griseus – Аржентинска сива лисица, патагонска сива лисица
    - Lycalopex fulvipes – Лисица на Дарвин
    - Lycalopex gymnocercus – Пампасна лисица, парагвайска лисица
    - Lycalopex vetulus – Бразилска сребърна лисица
    - Lycalopex sechurae – Сечуранска лисица, перуанска пустинна лисица

  - род Chrysocyon
    - Chrysocyon brachyurus – Гривест вълк

  - род Speothos
    - Speothos venaticus – Храстово куче

  - род Vulpes – Лисици
    - Vulpes (Alopex) lagopus – Полярна лисица, песец
    - Vulpes vulpes – Лисица, червена лисица
    - Vulpes velox – Американска прерийна лисица, американски корсак
    - Vulpes macrotis – Американска пустинна лисица, лисица джудже
    - Vulpes corsac – Корсак, степна лисица
    - Vulpes chama – Капска лисица, южноафриканска лисица
    - Vulpes pallida – Бледа лисица, африканска лисица
    - Vulpes bengalensis – Бенгалска лисица
    - Vulpes ferrilata – Тибетска лисица
    - Vulpes cana – Афганска лисица, лисица на Бланфорд
    - Vulpes rueppelli – Пясъчна лисица, лисица на Рюпел
    - Vulpes (Fennecus) zerda – Фенек

  - род Urocyon – Сиви лисици
    - Urocyon cinereoargenteus – Сива лисица
    - Urocyon littoralis – Островна сива лисица

  - род Otocyon
    - Otocyon megalotis – Дългоуха лисица

  - род Nyctereutes
    - Nyctereutes procyonoides – Енотовидно куче